# Tveta distrikt, Värmland
Tveta distrikt är ett distrikt i Säffle kommun och Värmlands län. Distriktet ligger omkring Tveta kyrka i södra Värmland, vid Vänern och omfattar den västligaste delen av tätorten Säffle (bebyggelsen vid byn Guttane). 

## Tidigare administrativ tillhörighet
Distriktet inrättades 2016 och utgörs av en del av området Säffle stad omfattade till 1971, delen som före 1951 utgjorde Tveta socken.
Området motsvarar den omfattning Tveta församling hade vid årsskiftet 1999/2000.

## Tätorter och småorter
I Tveta distrikt finns en tätort men inga småorter.

### Tätorter
- Säffle (del av)